# FN 파이브-세븐
FN 파이브-세븐은 파브리크 나시오날 드 에르스탈(FN)사에서 제작한 권총으로, 5.7 x 28 mm탄을 사용하여 타 권총에 비해 방탄복 관통능력이 우수하다. 1993년부터 개발하여, 1999년부터 사용하기 시작했다. 초기형은 안전장치가 없었고, 더블액션만 가능했다.

## 파생형
- FN 파이브-세븐 택티컬 - 싱글액션 가능, 안전장치 추가
- FN 파이브-세븐 IOM - 민간판매가능, 액세서리 레일 추가, 가늠좌 교체
- FN 파이브-세븐 USG - 미국 정부용, 방아쇠 교체, 손잡이 교체, 가늠쇠 교체

## 사용 국가
- 과테말라
- 그리스
- 네팔
- 리비아
- 멕시코
- 미국
- 벨기에
- 수리남
- 싱가포르
- 스페인
- 아르헨티나
- 아일랜드
- 이탈리아
- 인도
- 인도네시아
- 캐나다
- 키프로스
- 태국
- 프랑스
- 페루

## 같이 보기
- FN P90
- 5.7 x 28 mm